# Київська міська клінічна лікарня швидкої медичної допомоги
Київська міська клінічна лікарня швидкої медичної допомоги або КМКЛШМД, чи просто ЛШМД — діагностично-лікувальний медичний заклад, що цілодобово надає екстрену медичну допомогу при гострих захворюваннях хірургічного та нейрохірургічного профілю, травмах, переохолодженнях та отруєннях. 
Також на базі закладу проводиться підготовка лікарів, лікарів-інтернів НМАПО ім.П.Л.Шупика, студентів та медичних сестер.

## Будова лікарні
| I поверх    | - Приймальне відділення, - Відділення провменевої діагностики, (по обслуговуванню МРТ та СКТ) - Відділення спецтравматології, - Травмпункт, - Відділення інтенсивної терапії загального профілю (Загальна реанімація), - Відділення ендоскопічної діагностики та хірургії |
| II поверх   | - Відділення токсикології, - Відділення інтенсивної терапії та екстракорпоральної детоксикації (Токсикологічна реанімація), - Токсикологічна лабораторія, - Оргметодвідділ, - Обчислювальний центр                                                                        |
| III поверх  | - Нейрохірургічне відділення №1, - Нейрохірургічне відділення №2, - Відділення променевої діагностики по обслуговуванню рентгенаппаратури, (Рентгенологічне відділення) - Клінічна лабораторія, - Аптека                                                                  |
| IV поверх   | - Хірургічне відділення №4 |
| V поверх    | - Хірургічне відділення №1 |
| VI поверх   | - Хірургічне відділення №2, - Фізіотерапевтичне відділення |
| VII поверх  | - Хірургічне відділення №3, - Відділення судинної хірургії |
| VIII поверх | - Травматологічне відділення №1, - Відділення лікувальної фізкультури |
| IX поверх   | - Відділення політравми |
| Х поверх    | - Травматологічне відділення №2, - Відділення хірургії хребта та спинного мозку, - Відділення інтенсивної терапії нейрохірургічного профілю (Нейрохірургічна реанімація)                                                                                                  |
| XI поверх   | - Інфарктне відділення |
| XII поверх  | - Відділення невідкладної терапії, - Відділення інтенсивної терапії невідкладних станів (Кардіореанімація), - Відділення УЗД |

## Історія
КМКЛШМД почала будуватись у 1979 році як багатопрофільна клінічна лікувальна установа районного підпорядкування (Дніпровського району)на 840 ліжок з підстанцією швидкої та невідкладної медичної допомоги на 72-100 тисяч викликів на рік. 
З  16 березня 1985 року і до сьогодні лікарня працює в ургентному режимі.

### Зміна структури лікарні
Лікарня була введена в дію 24 грудня 1984 року згідно з наказу ГУОЗ № 340. До її складу було передано травматологічний пункт із клінічної лікарні №3 Дніпровського району. Першими підрозділами лікарні були: 
- три хірургічні відділення;
- відділення судинної хірургії;
- відділення політравми;
- відділення травматології;
- відділення нейрохірургії;
- відділення гінекології (спочатку було поділено на урологічне та гінекологічне, а у 1990 вони були перепрофільовані у відділення хірургічної діагностики);
- діагностичне відділення (пізніше перепрофільовано в протибольовий центр);
- відділення невідкладної терапії;
- інфарктне відділення;
- кардіологічне;
- токсикологічне;
- неврологічне (пізніше перепрофільовано в нейрохірургічне №2);
- реанімаційне відділення на 24 ліжка.
- У 1990 році відкрито відділення спецтравми.
- У 1991 році — відділення травматології.
- Тоді ж — відділення хірургії хребта та спинного мозку.

### Керівники лікарні
- З 1984 р. по листопад 1991 р. лікарню очолював Руденко Борис Никонович. Його першими заступниками були: з хірургії — Пляцок Адольф Олексійович, з медичної частини — Романченко Галина Йосипівна; перша головна медична сестра лікарні — Валюженич Раїса Миколаївна.
- З 1991 р. по липень 1996 р. головним лікарем був Рощін Георгій Георгійович.
- З 1996 р. по грудень 2000 р. року лікарню очолював Зборомирський Валерій Васильович.
- З 2000 р. по грудень 2005 р. року головним лікарем був Гайдаєв Юрій Олександрович.
- З 2005 р. по теперішній час лікарню очолює Ткаченко Олександр Анатолійович[3].

## Ліжковий фонд
Загальна кількість ліжок у лікарні 710, із них за профілем:
- хірургічних — 280;
- травматологічних — 130;
- нейрохірургічних — 140;
- судинної хірургії — 30;
- терапевтичних — 80;
- кардіологічних — 50;

у тому числі реанімаційних — 48.

## Лікарняний штат
Станом на 2010 рік у лікарні працювало:
- лікарів — 364
- середнього медичного персоналу — 642
- молодшого медичного персоналу — 444
- іншого персоналу — 240

Серед них:
- Заслужених лікарів України — 6;
- Заслужених працівників охорони здоров'я України — 7;
- Відмінників охорони здоров'я — 5;
- докторів медичних наук — 2;
- кандидатів медичних наук — 25;

На даний момент у лікарні працює 355 лікарів.

## Лікувальна робота
Щорічно у КМКЛШМД:
- надається допомога 60-70 тисячам пацієнтів
- із них 35-40 тисяч госпіталізується у відділення закладу
- виконується 19-20 тисяч операцій
- оперується 17-18 тисяч пацієнтів.

Станом на 2010 рік лікарня:
- надала допомогу 1 млн. 236 тисячам пацієнтів
- із них понад 811 тисяч було госпіталізовано
- виконано понад 344511 операцій
- прооперовано понад 312880 пацієнтів
- із них за окремими нозологіями:
  - 422 — з приводу поранень серця
  - 874 — вогнепальних поранень
  - 800 — встановлено ендопротезів[3].

Тут вперше в Києві виконано пересадку печінки.

## Науково-дослідницька робота
Лікарня протягом багатьох років є навчальною і клінічною базою:
- Національної медичної академії післядипломної освіти імені П. Л. Шупика[4]
  - кафедра анестезіології та інтенсивної терапії
  - кафедра медицини невідкладних станів (проф. Зозуля І.С.)
  - кафедра медицини катастроф та військової медичної підготовки (проф.Рощін Г.Г.)
  - кафедра нейрохірургії (проф. Поліщук М.Є.)
- Національного медичного університету імені О. О. Богомольця[5]
  - кафедра факультетської хірургії №3 (проф. Фомін П.Д.)
  - кафедра хірургії стоматологічного факультету (проф.Тутченко М.І.)
- Української військово-медичної академії
  - кафедра військової хірургії (проф., полковник медичної служби Заруцький Я.І.)
- Українського науково-практичного центру екстреної медичної допомоги та медицини катастроф
- Київського міського медичного коледжу (директор В'юницький В.П.)

## Міжнародне співробітництво
Співробітники лікарні разом з Українським науково-практичним центром екстреної медичної допомоги та медицини катастроф неодноразово брали участь в наданні медичної допомоги постраждалим внаслідок землетрусів:
- 1999 рік — Туреччина;
- 2001 рік — Індія;
- 2003 рік — Іран;
- 2005 рік — Пакистан[3];

Налагоджена співпраця із клініками США, Австрії, Німеччини, Франції з обміну досвідом надання допомоги хворим та травмованим. На базі лікарні проводяться міжнародні подвійні сліпі плацебо-контрольовані рандомізовані дослідження та безпечності ряду лікарських препаратів.

## Приймальне відділення
Тут надається консультативно-діагностична допомога як пацієнтам, що доставлені бригадами швидкої медичної допомоги, так і тим, що звернулись самі, доставлені родичами чи немедичними службами. Цілодобово присутні чи викликаються з профільних відділень терапевти, кардіологи, хірурги, травматологи, нейрохірурги, судинні хірурги, хірурги політравми, гінекологи, токсикологи. У робочий час є ЛОР, офтальмолог. Цілодобово за їх призначеннями тут можуть виконуватись  ЕКГ, та територіально тут розміщені УЗД, спіральна комп'ютерна томографія (СКТ), рентгенографія, у робочий час — МРТ.

У протишоковій палаті лікарями-анестезіологами стабілізується стан критичних пацієнтів, після чого вони потрапляють в операційну чи одне з чотирьох відділень інтенсивної терапії.

## Діагностичні відділення

### Відділення променевої діагностики

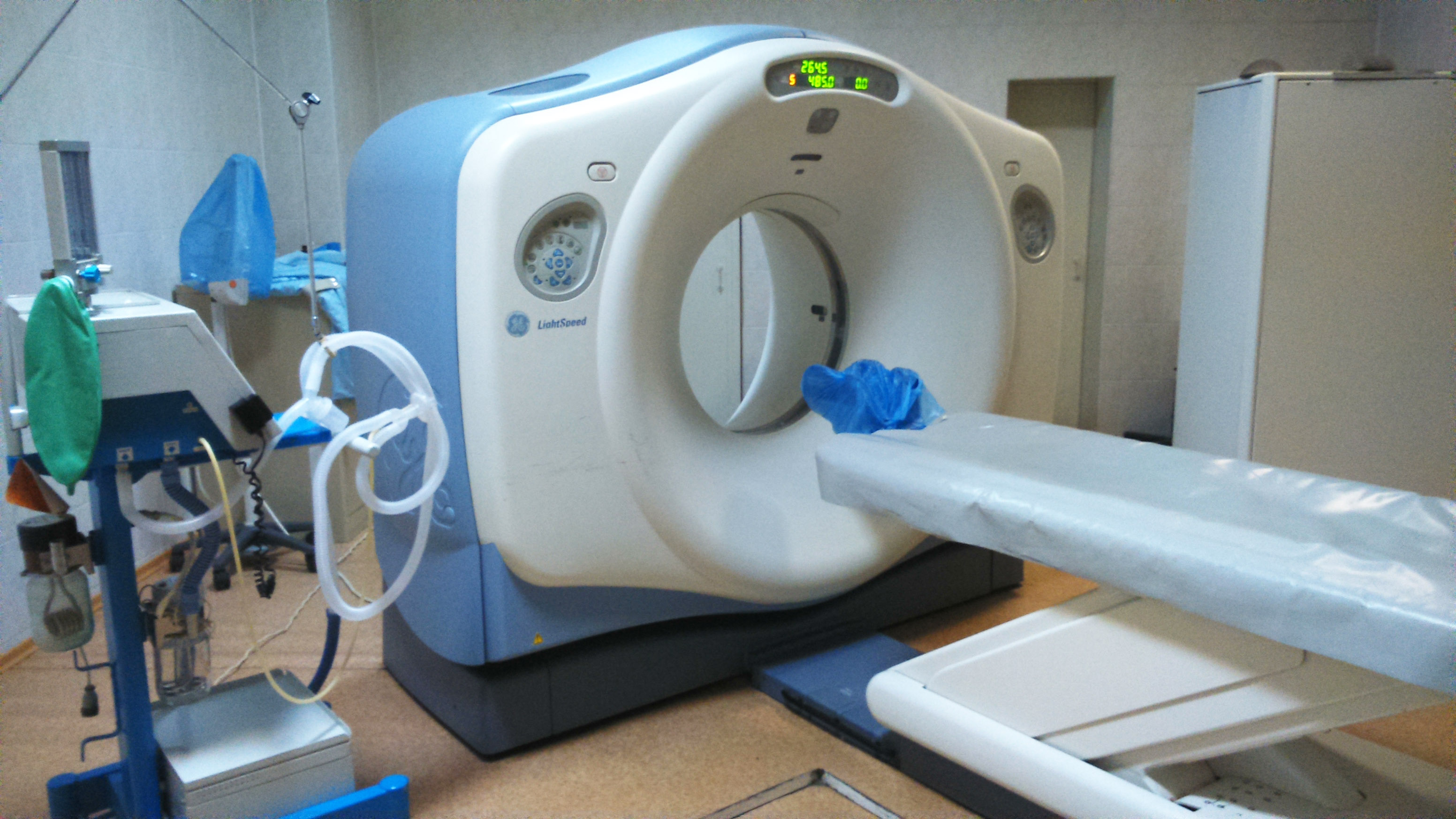
Апарат спіральної комп'ютерної томографії

Завдяки відділенню у лікарні цілодобово проводиться спіральна комп'ютерна томографія (СКТ) та в робочий час магнітно-резонансна томографія (МРТ) — стандарти діагностики пацієнтів з черепно-мозковою травмою, гострими порушеннями мозкового кровообігу, новоутворами та запальними захворюваннями нервової системи (менінгіт та енцефаліт), підозри на них, тощо. Завдяки цьому можуть ефективно працювати нейрохірургічне відділення №1, та та №2, хірургії хребта та спинного мозку, інтенсивної терапії нейрохірургічного профілю.
Дані обстеження застосовуються також при складних випадках захворювань черевної порожнини, грудної клітки, тощо.

### Відділення променевої діагностики по обслуговуванню рентгенаппаратури
Відділення забезпечує можливість цілодобового проведення рентгендосліджень для обслуговування як пацієнтів, що перебувають у лікарні, так і тих, що звертаються за медичною допомогою, чи доставлені бригадами ШМД.

### Токсикологічна лабораторія
Токсикологічна лабораторія разом з лабораторією Охматдит є єдиними закладами Києва, що цілодобово проводять токсикологічні дослідження. Це дає можливість лікарям, передусім токсикології та токсикологічної реанімації уточнювати клінічно встановлені діагнози та проводити ефективне лікування.

## Відділення хірургічного профілю

### Відділення спецтравматології (Спецтравма)
Відділення надає допомогу хворим з амбулаторними травмами, ускладненими алкогольним сп'янінням. У випадку відсутності останнього такі травми не потребували б госпіталізації, але оскільки  алкогольного сп'яніння може маскувати інші захворювання (інсульт, черепно-мозкову травму, отруєння, тощо), такі пацієнти до покращення перебувають у цьому відділенні. Частина з них збуджені, неадекватні, що зумовлює моральне перевантаження персоналу.

## Відділення трансфузіології
Відділення трасфузіології забезпечує забір, обробку, збереження та видачу компонентів крові.
Зокрема у ньому: 
- приймається донорська кров;
- обстежуються зразки донорської крові на наявність збудників інфекційних хвороб чи антитіл до них;
- проводиться консервація крові;
- у відповідних умовах зберігаються препарати крові, зокрема з дотриманням належного температурного режиму.

Відділення розміщується в окремому корпусі на території лікарні.

## Патанатомічне відділення
У патанатомічному відділенні здійснюється як гістологічне дослідження матеріалів після оперативних втручань, так і розтин пацієнтів, що померли у лікарні. Відділення розміщене в окремому корпусі.